# 根岸辰昇
根岸辰昇（日语：／，2000年9月20日—）是一名出生於日本東京都杉並區的職業棒球選手，效力於日本職棒東京養樂多燕子，主要守備位置為內野手。

## 外部連結
- 根岸辰昇在日本職棒官網（英语）
- 根岸辰昇在Baseball-Reference.com（小聯盟以及海外聯盟）（英语）